# مركز تلفزيون الفاتيكان
مركز تلفزيون الفاتيكان (بالإيطاليّة: Centro Televisivo Vaticano) هي الإذاعة الوطنية بدولة الفاتيكان. تم بث تلفزيون الفاتيكان لأول مرة في عام 1983.
تغطي برامج تلفزيون الفاتيكان أساسًا الأحداث في الفاتيكان. منها الصلوات مثل صلاة التبشير الملائكي، والاحتفالات الدينية المختلفة. وتبث أيضًا زيارات البابا في جميع أنحاء العالم. وتغطي أيضًا الأنشطة العامة للبابا والأنشطة الرئيسية له خارج الفاتيكان. أنتج تلفزيون الفاتيكان العديد من الأفلام الوثائقية خلال عهد كل من البابا يوحنا بولس الثاني والبابا بنديكتوس السادس عشر وتم بثها باللغات الإنجليزية والإسبانية والفرنسية وبلغات أخرى.